# 탱 (가수)
탱(본명: 최태원, 1991년 10월 20일~)은 대한민국의 남성이자 마리텡 멤버다.

## 학력
- 2010년 ~ 2012년 백석예술대학교 음악학부 전문학사 (졸업)

## 앨범
- 2022년 달콤해 달콤해
- 2022년 가장 예쁜 별을 너에게
- 2021년 좋은 일이 있을 거야
- 2021년 그때로 돌아가 널 꼭 안고 싶어
- 2021년 슬프지 않은 듯 안녕 (Feat. 갓튼 (Godton))
- 2020년 꿈 꾸는 밤
- 2020년 내 맘에 오지 말아요
- 2020년 #28번째 봄
- 2020년 어른이 되고 말았네
- 2019년 서울밤
- 2019년 이별금지